# Aeroportul Stanly County
Aeroportul Stanly County (IATA: VUJ, ICAO: KVUJ, FAA LID: VUJ) este un aeroport din Carolina de Nord, Statele Unite ale Americii ce deservește zona Albemarle⁠(d). Aeroportul a fost tranzitat în 2017 de 48 de pasageri.
Situat la o altitudine de 186 m, aeroportul dispune de 2 piste.

## Infrastructură

### Piste
Aeroportul dispune de 2 piste. Pista 04L/22R are suprafața de asfalt și dimensiunile 3.500 picioare × 75 picioare. Pista 04R/22L are suprafața de asfalt și dimensiunile 5.500 picioare × 100 picioare. 